# 산국
산국(山菊)은 국화과 국화속의 한 종으로, 개국화라고도 불리며, 여러해살이풀이다. 60~150cm 정도 높이로 자라며, 줄기에 흰 털이 있다. 9~10월에 작은 노란색 꽃이 핀다.

## 생육 특성
생육환경은 햇볕이 드는 반그늘으로 부엽질이 많은 토양에서 자란다. 잎은 계란형으로 감국의 잎보다 깊이 갈라져 날카로운 톱니가 있으며 길이는 5~7cm이다. 꽃은 줄기 끝에서 노란색으로 달리고 지름이 약 1.5cm 정도이다. 열매는 11~12월경에 맺는다.

## 관리 및 번식법
관리법 : 물 빠짐이 좋고 토양이 기름진 화단에 심는다. 집안에서 키울 경우 진딧물과 같은 유해충이 많이 불어 다른 식물에 피해를 주기 때문에 가급적 피하는 것이 좋다. 물은 2~3일 간격으로 준다.
번식법 : 이른 봄 새싹이 올라오기 전에 캐서 뿌리가 붙어 있는 부분을 분리시키거나 5~6월경에 줄기에 잎이 붙여 꺾꽂이를 한다. 종자는 12월경에 받아 종이에 싸서 냉장보관 후 이듬해 봄 화단에 뿌린다.